# Mustafa Murat Uslu
Mustafa Murat Uslu (* 15. Januar 1992 in Silifke) ist ein türkischer Fußballspieler.

## Karriere
Uslu spielte in den Nachwuchsabteilungen der Vereine Anamur Muzspor, Denizli Bozkurt Belediyespor, Denizli Belediyespor, Eskişehirspor und startete seine Profikarriere 2012 beim damaligen Viertligisten Oyak Renault SK. Nach drei Spielzeiten für diesen Verein, der in der Zwischenzeit vom Erstligisten Bursaspor übernommen und in Yeşil Bursa SK umbenannt wurde, wechselte er 2015 zu Denizli Büyükşehir Belediyespor, für den er bereits als Nachwuchsspieler tätig gewesen war.
Im Januar 2017 wechselte er zum Viertligisten Altay İzmir. Mit seinem Verein schaffte er innerhalb zweier Spielzeiten den Aufstieg von der viertklassigen TFF 3. Lig bis in die zweitklassige TFF 1. Lig.

## Erfolge
Altay İzmir
- Play-off-Sieger der TFF 3. Lig und Aufstieg in die TFF 2. Lig: 2016/17
- Meister der TFF 2. Lig und Aufstieg in die TFF 1. Lig: 2017/18